# شتيفان كاوفمان
شتيفان كاوفمان' (بالألمانية: Stefan Kaufmann)‏ هو محامي وسياسي ألماني، ولد في 21 أغسطس 1969 في ألمانيا. حزبياً، نشط في الاتحاد الديمقراطي المسيحي. في الانتخابات الفيدرالية الألمانية 2017، انتخب عضو في البوندستاغ الألماني عن دائرة Stuttgart I (electoral district) ‏ وقد انضم خلال فترته النيابية (24 أكتوبر 2017 – )  للكتلة البرلمانية الكتلة البرلمانية لائتلاف الاتحاد الديمقراطي المسيحي / الاتحاد الاجتماعي المسيحي في البوندستاغ ‏ وانتخب عضو في البوندستاغ الألماني خلال فترته النيابية ‏ (27 أكتوبر 2009 – 22 أكتوبر 2013).

## وصلات خارجية
- الموقع الرسمي